# 施圖布訥科格爾山

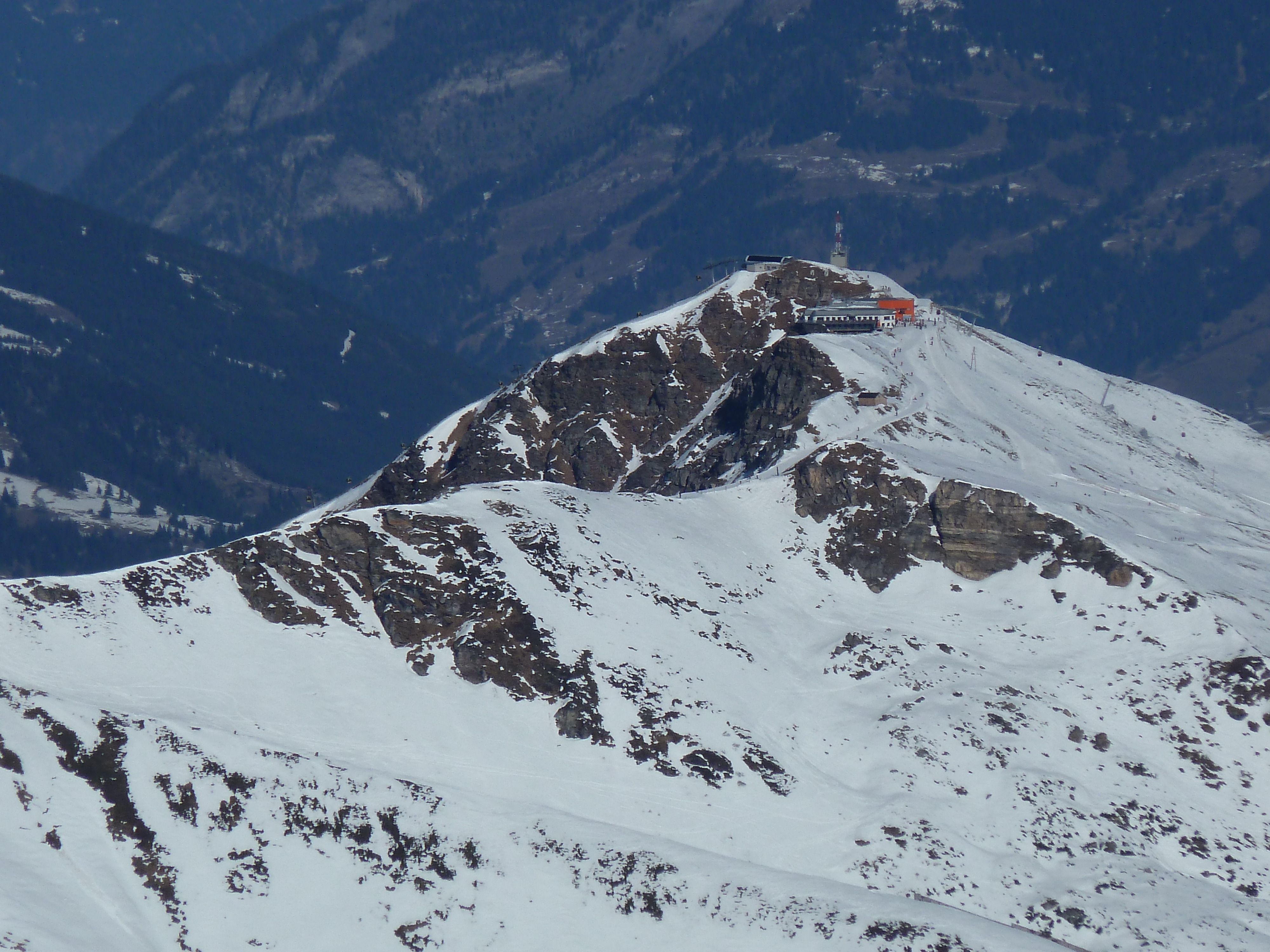

47°06′34″N 13°05′57″E / 47.109486°N 13.099028°E
施圖布訥科格爾山，是奧地利的山峰，位於該國中部，由薩爾茨堡州負責管轄，屬於高地陶恩山脈的一部分，海拔高度2,246米，每年平均降雨量2,176毫米。